# ヨハン・ヴィルヘルム・ヘスラー
ヨハン・ヴィルヘルム・ヘスラー（Johann Wilhelm Hässler 1747年3月29日 - 1822年3月22日）は、ドイツの作曲家、オルガニスト、ピアニスト。

## 生涯
エアフルトに生まれた。ヘスラーを最初に指導したのは同市でオルガニストをしていた、おじのヨハン・クリスティアン・キッテルだった。1762年ごろに就いた初めての職は地元のBarfüßerkircheのオルガニストだった。父親を亡くした1769年以降は一家の毛皮業の経営も行ったが、それでも1770年代前半にはドイツ、その後1780年代と1790年代には他のヨーロッパ各地へと演奏旅行に出かけている。1789年4月15日にはドレスデンでベルリンへの旅行の途中であったヴォルフガング・アマデウス・モーツァルトとオルガン対決を行った。こうした演奏旅行の結果、ヘスラーは他にもヨハン・ニコラウス・フォルケル、ヨハン・アダム・ヒラー、フランツ・ベンダ、カール・フィリップ・エマヌエル・バッハと面識を得ている。1790年から1792年にかけてはロンドンで過ごし、サンクトペテルブルクへ移ったのちに1794年にモスクワへ落ち着くと、同地で傑出した音楽教師、作曲家として活躍した。彼はそのまま同地でこの世を去っている。

## 作品
ヘスラーは多くの鍵盤楽器作品を出版しており、その中にはソナタ、幻想曲、前奏曲、そして最も知られたピアノ作品である『大ジーグ』 ニ短調 作品31がある。その他、『大コンチェルト』 作品50、1曲のカンタータ、室内楽曲や歌曲を世に出した。ヘスラー作品中でも最も異質なのは、1817年に刊行されたすべての調性による360曲の前奏曲集 作品47である。

### 主要作品
- 性格的小品 作品27-2
- 幻想曲 ハ短調
- 初心者のための50の小品 作品38
- すべての調性による360の前奏曲 作品47 （1817年）
- 24のワルツによる練習曲 作品49
- 『大コンチェルト』 作品50
- 6つの易しいソナタ
- カンタータ『エアフルト』
- チェンバロソナタ第3番 ニ短調